# Hypenodes prionodes
Hypenodes prionodes là một loài bướm đêm trong họ Erebidae.